# Jacek Kubowicz
Jacek Kubowicz (ur. 19 czerwca 1967 w Nowym Targu) – polski hokeista.

## Kariera zawodnicza
- Polonia Bydgoszcz (1986–1987)
- STS Sanok (1992–1993)
- Podhale Nowy Targ (1994–1997)[2]
- STS Sanok (1997–1998)
- Podhale Nowy Targ (1998–1999)

Wychowanek Podhala Nowy Targ. W barwach reprezentacji Polski do lat 20 uczestniczył w turnieju mistrzostw świata juniorów do lat 20 w 1987 (Grupa A). W sezonie 1992/1993 I ligi grał w STS Sanok i był wówczas najskuteczniejszym zawodnikiem drużyny. Ponownie w sanockiej drużynie grał
w sezonie 1997/1998.

## Sukcesy
Klubowe
- Złoty medal mistrzostw Polski 1994, 1995, 1996, 1997 z Podhalem Nowy Targ
- Brązowy medal mistrzostw Polski: 1999 z Podhalem Nowy Targ

Indywidualne
- I liga polska w hokeju na lodzie (1992/1993):
  - Pierwsze miejsce w klasyfikacji strzelców w drużynie STS Sanok: 21 goli
  - Pierwsze miejsce w klasyfikacji kanadyjskiej w drużynie STS Sanok: 30 punktów[7]
- I liga polska w hokeju na lodzie (1993/1994):
  - Pierwsze miejsce w klasyfikacji strzelców w drużynie Podhala Nowy Targ: 27 goli[8]

## Inna działalność
Po zakończeniu czynnej kariery zawodniczej został zawodnikiem TS Old Boys Podhale, w 2014 zdobył z drużyną złoty medal mistrzostw Polski oldboyów.
Do grudnia 2006 był drugim trenerem w Podhalu. W 2012 po raz kolejny został kierownikiem drużyny MMKS Podhale Nowy Targ.
W wyborach samorządowych 2010 startował do rady miasta Nowy Targ z listy Platformy Obywatelskiej. Uzyskał 169 głosów i zdobył mandat. W lipcu 2012 wraz z Markiem Batkiewiczem (także byłym hokeistą) znalazł się poza klubem PO.